# Vickers Vireo
El Vickers Vireo fue un monoplano británico experimental de ala baja totalmente metálico construido para explorar tanto los aviones de servicio totalmente metálicos, como el uso de cazas embarcados lanzados por catapulta. Sólo se construyó un ejemplar.

## Diseño y desarrollo

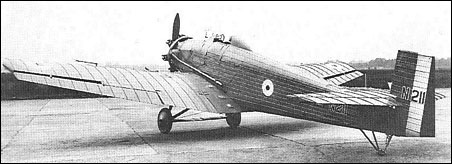
Vista de cuarto trasero del Vireo.

El método de construcción Vickers-Wibault se basó en las patentes de Michel Wibault, que comenzó a trabajar con Vickers en 1922. Era una forma de producir un avión totalmente metálico con un fuselaje construido a partir de formas metálicas simples, no mecanizadas, recubiertas por láminas muy delgadas de aleación ligera corrugadas de 0,4 mm. En las alas, las corrugaciones estaban alineadas a lo largo de la cuerda y en el fuselaje, longitudinalmente. El fuselaje resultante no era monocasco, sino que estaba arriostrado internamente y el revestimiento de las alas no estaba sujeto a esfuerzos. Los paneles estaban remachados entre sí y a la estructura subyacente. La primera experiencia de Vickers con este método fue con el Wibault Scout, construido bajo licencia. El primer diseño de Vickers que utilizó esta construcción fue el Vireo.
El Vireo (llamado así por una palabra latina que se cree que significa verderón) fue construido según la especificación 17/25 del Ministerio del Aire, destinada a evaluar tanto aviones totalmente metálicos como cazas de baja potencia, lanzados por catapulta y embarcados en portaaviones. Era un monoplano monomotor de ala baja, de aspecto más bien angular, con un fuselaje alto y de lados planos, excepto inmediatamente por detrás del motor. Por delante de la cabina abierta sobre el ala, el morro caía, dándole un aspecto ligeramente jorobado. Las superficies de vuelo carecían de arriostramientos externos; el ala era trapezoidal, de sección gruesa e incorporaba dos ametralladoras. El estabilizador horizontal tenía un borde de ataque recto, pero era trapezoidal en la parte trasera. Poseía un timón compensado con la parte superior cuadrada, pero sin empenaje.
El Vireo estaba propulsado por un motor radial sin capota Armstrong Siddeley Lynx IV de 170 kW (230 hp), que movía una hélice bipala. La especificación exigía la instalación de ruedas o flotadores y se utilizaron ambos, aunque el Vireo realizó las pruebas del Ministerio como avión terrestre. Estas pruebas comenzaron en RAF Martlesham Heath un mes después de los vuelos iniciales realizados en marzo de 1928. El largo intervalo entre la presentación de la licitación en diciembre de 1925 y el primer vuelo se debió en parte a que la novedosa estructura había sido sometida a pruebas estructurales y aerodinámicas en el Royal Aircraft Establishment. Hubo algunos incidentes menores durante las pruebas, pero lo más grave fue una tendencia a caer bruscamente al aterrizar, lo que provocó algunos daños en el fuselaje trasero. Esto se atribuyó más tarde a la interferencia de la muy arqueada ala, que provocaba unas características de pérdida desagradables. Sin embargo, en julio el Vireo estaba a bordo del HMS Furious realizando pruebas de aterrizaje en cubierta.
El interés del Ministerio del Aire en los cazas embarcados de baja potencia, lanzados por catapulta para compensar sus pequeños motores, disminuyó cuando el Vireo demostró no ser más rápido que los aviones convencionales embarcados como el Fairey IIIF. La experiencia con el Vireo le dio a Vickers la suficiente confianza en los cazas totalmente metálicos como para continuar con sus diseños posteriores Jockey y Venom.

## Especificaciones
Referencia datos: Andrews

### Características generales
- Tripulación: Uno (piloto)[4]
- Longitud: 8,4 m (27,7 ft)
- Envergadura: 10,7 m (35 ft)
- Altura: 3,5 m (11,4 ft)
- Superficie alar: 19,9 m² (214,2 ft²)
- Peso vacío: 885 kg (1950,5 lb)
- Peso cargado: 1157 kg (2550 lb)
- Planta motriz: 1× motor radial de 7 cilindros refrigerado por aire Armstrong Siddeley Lynx IV.
  - Potencia: 175 kW (241 HP; 238 CV)
- Hélices: Bipala de paso fijo

### Rendimiento
- Velocidad máxima operativa (Vno): 190 km/h (118 MPH; 103 kt) a 1500 m (5000 pies)[5]
- Techo de vuelo: 4500 m (14 764 ft)
- Régimen de ascenso: 3 m/s (591 ft/min) [6]

### Armamento
- Ametralladoras: 

  - 2x Vickers Auto RC (type E) frontal fija en las alas[7]

## Aeronaves relacionadas

### Secuencias de designación
- Secuencia Numérica (interna de Vickers): ← 122 - 123 - 124 - 125 - 127 - 128 - 129 →